# Предпорожный
Предпорожный — упразднённый посёлка городского типа в Оймяконском улусе Якутии России. Имел статус посёлок городского типа. Упразднён в 2007 году.

## География
Располагался на правом берегу реки Индигирки, в 75 км к северу от улусного центра поселка Усть-Неры.

## История
Возник в 1950-х годах в связи с открытием и разработкой месторождения золота.
Статус посёлка городского типа — с 1964 года.
Население было занято в основных и вспомогательных производствах приискового хозяйства.

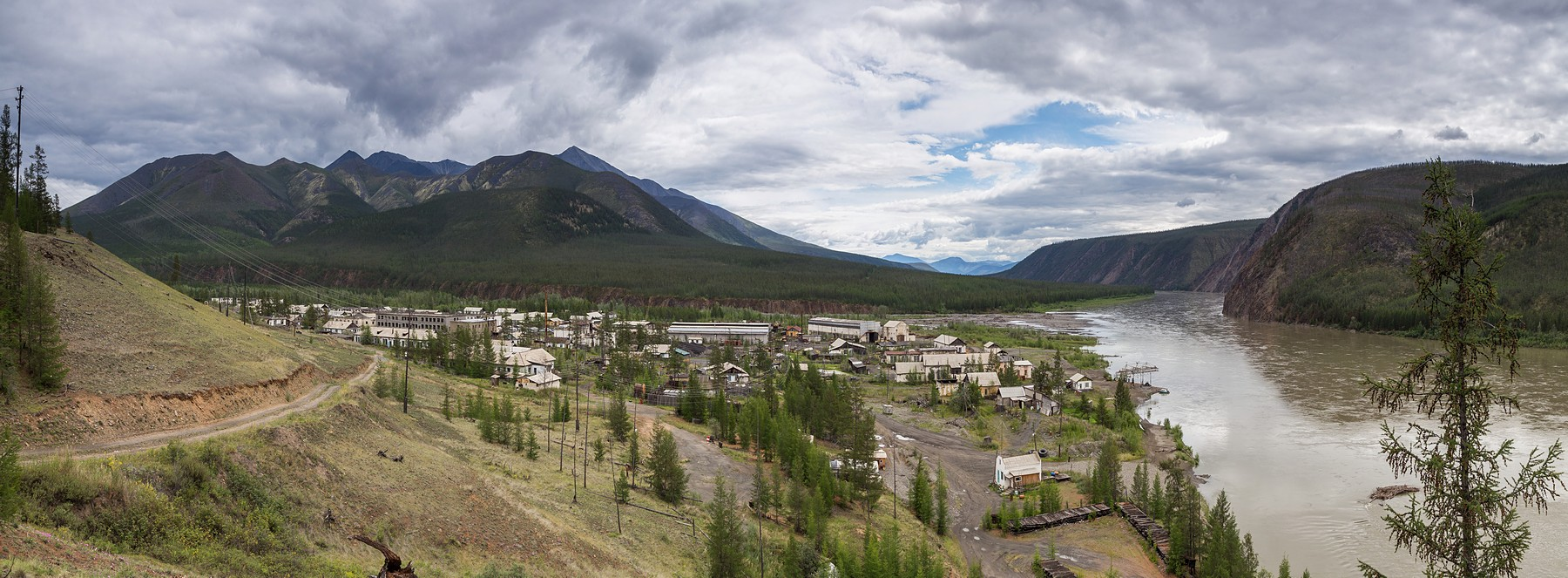
пгт. Предпорожный (Юбилейный) в Оймяконском улусе республики Якутия. Вид с северного холма.

Упразднён в 2007 году.
В 2013 году в поселке продолжали трудиться около 200 старателей, разрабатывая близлежащие золотые прииски.
На некоторых картах посёлок имеет название Юбилейный, по одноимённому названию местного золотого прииска.

## Население
| 1970 | 1979  | 1989  | 2002 |
| ---- | ----- | ----- | ---- |
| 2033 | ↘1358 | ↘1240 | ↘247 |